# Lough Gara
Lough Gara (en irlandais : Loch Uí Ghadhra) est un lac du comté de Sligo, en Irlande.  C'est une zone  importante pour la conservation des oiseaux (ZICO) ((en) Important Bird Area (IBA)), protégée  sur 1,788 ha pour lesquels la majorité (1,742 ha) est reconnue site Ramsar.

## Histoire
Lough Gara s'appelait autrefois Loch Techet. Quand les O’Garas étaient propriétaires du district de Coolavin, aux environs du XIIIe siècle, ils ont renommé le lac en « Loch Uí Ghadhra ». Les premières mentions écrites apparaissent en 1285.  Même quand cette famille a perdu le contrôle de toutes les villes de Coolavin, vers 1650, le nom est resté jusqu'à aujourd'hui. La zone autour de Lough Gara est reconnue comme « O'Gara heartland ».

## Situation et taille
Lough Gara se trouve principalement au sud de Sligo dans les paroisses de Kilfree, Killaraght Kilcolman, et Monasteraden avec une partie du lac s'étendant au-delà de la frontière, vers Kilnamanagh, une paroisse du nord du comté de Roscommon. 
Du nord au sud, le lac s'étend sur environ 6,4 km. La partie la plus large, de la ville de Tawnymucklagh, sur la rive ouest, à Rathtermon et Ross, sur la rive est, fait plus de 4 km. Le lac se trouve au sud-ouest des Curlew Mountains avec la ville de Ballaghaderreen située à presque 6,5 km au sud-ouest et la ville de Boyle à juste plus de 6,4 km au nord-est. 
La rivière Lung alimente le lac au niveau de son angle au sud-ouest. Les eaux de la rivière Breedoge entrent dans le lac par son angle sud-est. Ces eaux s'évacuent par le nord-est, à Cuppanagh. Le large canal d'évacuation s'étale sur environ 1,5 km de long et il est alors appelé Lough Gara. À partir de là, le flot rejoint la rivière Boyle et rejoint la ville de Boyle dans Lough Key et, après, la rivière Shannon. Le lac contient plusieurs îles. La partie supérieure du lac est divisée en deux parties par une bande de terre où se trouve le pont de Clooncunny.

## Âge du fer etcrannogs
Plusieurs des îles de Lough Gara ont été réalisées de main d'homme et sont appelées crannógs. Un article de Archaeology Ireland sur Les crannogs de l'Âge du fer dans Lough Gara a été publié dans le Volume 14 No.2 Issue No.52, été 2000). L'auteur, Christina Fredengran, archéologue qui a travaillé récemment sur quelques-uns des sites, met en évidence que ces îles artificielles ont été réalisées il y a plus de deux mille ans.